# Bengt Blomgren
Bengt Bertil Blomgren, född 15 augusti 1923 i Kungsholms församling i Stockholm, död 4 april 2013 i Norrköping, var en svensk skådespelare, manusförfattare och regissör.

## Biografi
Bengt Blomgren var son till köpmannen Gustaf Emanuel Bernhard Blomgren och hans andra hustru Lydia Johanna Maria, ogift Nilsson.
Förutom ett större antal filmroller under perioden 1942–1997 var Bengt Blomgren speaker i ett tjugotal filmer och regisserade också sex filmer, däribland I rök och dans, På heder och skoj och Hällebäcks gård under tiden 1954–1961. Han var engagerad vid Dramaten 1951–1952.
I över 30 år var Bengt Blomgren regissör på Riksteatern och han medverkade som skådespelare i olika svenska TV-serier, som Rederiet och Tre kronor. Fram till ett år före sin död 2013 var han aktiv.
Han var gift 1945–1950 med Margareta Waller (1924–2003), 1955–1974 med skådespelaren Ellika Mann (1924–2003) och sista gången från 1999 med Agnes Almén (född 1956). I första giftet hade han sonen Gustaf Blomgren (1947–2007).

## Regi (i urval)
- 1954 – I rök och dans
- 1956 – Krut och kärlek
- 1956 – På heder och skoj
- 1958 – Linje sex
- 1961 – Hällebäcks gård

## Filmmanus
- 1954 – I rök och dans

## Filmografi i urval
- 1942 – Lågor i dunklet
- 1948 – Flickan från fjällbyn
- 1950 – Regementets ros
- 1950 – Restaurant Intim

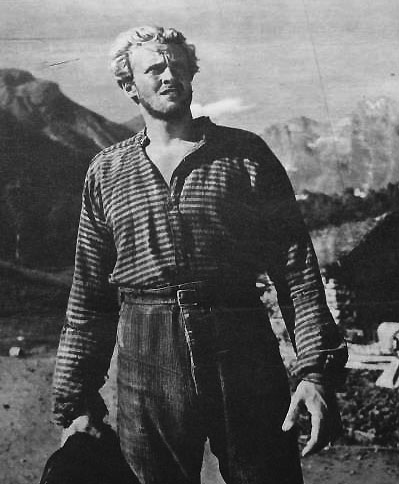
Flickan från fjällbyn 1948

- 1950 – När Bengt och Anders bytte hustrur
- 1951 – Kvinnan bakom allt
- 1952 – Eldfågeln
- 1952 – Möte med livet
- 1952 – Ubåt 39
- 1953 – En skärgårdsnatt
- 1953 – I dimma dold
- 1953 – Göingehövdingen
- 1954 – I rök och dans
- 1954 – Karin Månsdotter
- 1954 – Taxi 13
- 1954 – Östermans testamente
- 1954 – Flicka utan namn
- 1955 – Danssalongen
- 1955 – Vildfåglar
- 1955 – Farligt löfte
- 1955 – Sommarflickan
- 1956 – Kulla-Gulla
- 1956 – Krut och kärlek
- 1956 – Pettersson i Annorlunda
- 1957 – Med glorian på sned
- 1958 – Laila
- 1958 – Nära livet
- 1959 – Rymdinvasion i Lappland
- 1961 – Hällebäcks gård
- 1962 – Halsduken (TV-serie)
- 1972 – Bröderna Malm (TV-serie)
- 1977 – Bröderna Lejonhjärta
- 1978 – System 84
- 1985 – Nya Dagbladet (TV-serie)
- 1987 – Goda grannar (TV-serie)
- 1988 – Behöriga äga ej tillträde (TV-film)
- 1990 – Bobby Fischer bor i Pasadena
- 1991 – Guldburen (TV-serie)
- 1992 – Hassel – Botgörarna
- 1993 – Den gråtande ministern (TV-serie)
- 1993 – Snoken (TV-serie)
- 1994 – Läckan (TV-serie)
- 1994 – Den vite riddaren (TV-serie)
- 1995 – Esters testamente (TV-serie)
- 1995 – Pensionat Oskar
- 1996 – Anna Holt (TV-serie)
- 1997 – Rederiet (TV-serie)
- 1997 – Tre Kronor (TV-serie)
- 1997 – Tic Tac
- 1998 – S:t Mikael (TV-serie)
- 1998 – c/o Segemyhr (TV-serie)
- 2001 – Återkomsten (TV-serie)

## Teater

### Roller (ej komplett)
| År   | Roll                 | Produktion                                                                           | Regi                | Teater                           |
| ---- | -------------------- | ------------------------------------------------------------------------------------ | ------------------- | -------------------------------- |
| 1947 | Mercutio             | Romeo och Julia (The Tragedy of Romeo and Juliet) William Shakespeare                | Johan Falck         | Norrköping-Linköping stadsteater |
| 1947 |                      | Född i går (Born Yesterday) Garson Kanin                                             | Johan Falck         | Norrköping-Linköping stadsteater |
| 1947 |                      | Kungens paket Staffan Tjerneld och Alf Henrikson                                     | Hans Dahlin         | Norrköping-Linköping stadsteater |
| 1947 | Folke Engelstrand    | Den heliga familjen Rudolf Värnlund                                                  | Gunnar Skoglund     | Norrköping-Linköping stadsteater |
| 1947 |                      | Venus (One Touch of Venus) S. J. Perelman, Ogden Nash och Kurt Weill                 | Johan Falck         | Norrköping-Linköping stadsteater |
| 1948 | Hertig Karl          | Erik XIV August Strindberg                                                           | Johan Falck         | Norrköping-Linköping stadsteater |
| 1948 |                      | De fyra små (Simone et la paix) Georges Roland                                       | Hans Dahlin         | Norrköping-Linköping stadsteater |
| 1948 |                      | Av barn och dårar… (Fools rush in) Kenneth Horne                                     | Johan Falck         | Norrköping-Linköping stadsteater |
| 1948 |                      | Kära Ruth! (Dear Ruth) Norman Krasna                                                 | Johan Falck         | Norrköping-Linköping stadsteater |
| 1948 |                      | Det orimliga Arvid Brenner                                                           | Hans Dahlin         | Norrköping-Linköping stadsteater |
| 1948 |                      | En midsommarnattsdröm (A Midsummer Night's Dream) William Shakespeare                | Stig Roland         | Norrköping-Linköping stadsteater |
| 1948 |                      | Strändernas svall Eyvind Johnson                                                     | Johan Falck         | Norrköping-Linköping stadsteater |
| 1948 |                      | Susanne (Meine Nichte Susanne) Hans Adler och Alexander Steinbrecher                 | Sandro Malmquist    | Norrköping-Linköping stadsteater |
| 1949 |                      | Det gåtfulla leendet (The Gioconda Smile) Aldous Huxley                              | Johan Falck         | Norrköping-Linköping stadsteater |
| 1949 |                      | En komedi om kärlek (Léocadia) Jean Anouilh                                          | Johan Falck         | Norrköping-Linköping stadsteater |
| 1949 | Arthur Townsend      | Arvtagerskan (The Heiress) Ruth och Augustus Goetz                                   | Per-Axel Branner    | Nya Teatern                      |
| 1949 | Evan Davies          | Brittsommar (September Tide) Daphne du Maurier                                       | Per-Axel Branner    | Nya Teatern/ Riksteatern         |
| 1950 | Dr. Gerald Farley    | Äktenskapsbrott (Breach of Marriage) Dan Sutherland                                  | Per-Axel Branner    | Nya Teatern                      |
| 1950 | John Buchanan junior | Jagande efter vind (Summer and Smoke) Tennessee Williams                             | Per-Axel Branner    | Nya Teatern                      |
| 1950 | Jerome Black         | Boboll (Bobosse) André Roussin                                                       | Per-Axel Branner    | Nya Teatern                      |
| 1951 | Läkaren              | Clérambard Marcel Aymé                                                               | Per-Axel Branner    | Nya teatern                      |
| 1951 | Morris Townsend      | Arvtagerskan (The Heiress) Ruth och Augustus Goetz                                   | Per-Axel Branner    | Riksteatern/ Nya Teatern         |
| 1951 | St Clare             | Onkel Toms stuga (Uncle Tom's cabin; or, Life Among the Lowly) Harriet Beecher Stowe | Carl-Henrik Fant    | Dramaten                         |
| 1951 | Pelle Polisbetjänten | Amorina Carl Jonas Love Almqvist                                                     | Alf Sjöberg         | Dramaten                         |
| 1952 | Den rike pantlånaren | Harlekino och Harlekina Else Fisher                                                  | Kurt-Olof Sundström | Dramaten                         |
| 1953 | Max Halliday         | Slå nollan till polisen (Dial M for Murder) Frederick Knott                          | Hasse Ekman         | Intiman                          |
| 1954 | Doktor Rank          | Ett dockhem (Et Dukkehjem) Henrik Ibsen                                              | Harry Roeck-Hansen  | Blancheteatern                   |
| 1955 | Professor Willard    | Vår lilla stad (Our Town) Thornton Wilder                                            | Per-Axel Branner    | Nya Teatern                      |
| 1955 | Landolfo             | Henrik IV (Enrico IV) Luigi Pirandello                                               | Per-Axel Branner    | Nya Teatern                      |
| 1955 | Harry Challoner      | Min fru på drift (This Was a Man) Noël Coward                                        | Frank Sundström     | Nya Teatern                      |
| 1956 | Herr Kraler          | Anne Franks dagbok (The Diary of Anne Frank) Frances Goodrich och Albert Hackett     | Olof Molander       | Intiman                          |
| 1957 |                      | Ont blod (The Bad Seed) Maxwell Anderson                                             | Per-Axel Branner    | Alléteatern                      |

### Regi (ej komplett)
| År   | Produktion                                     | Upphovsmän                                                | Teater                                              |
| ---- | ---------------------------------------------- | --------------------------------------------------------- | --------------------------------------------------- |
| 1959 | Råttfällan The Mousetrap                       | Agatha Christie                                           | Lisebergsteatern Regi tillsammans med Börje Mellvig |
| 1969 | Tjuvar ombord                                  | Per Edström                                               | Riksteatern Regi tillsammans med Anders Frambäck    |
| 1970 | En flicka på gaffeln There's a Girl in My Soup | Terence Frisby                                            | Riksteatern                                         |
| 1984 | En fasansfull affär Little Shop of Horrors     | Alan Menken och Howard Ashman Översättning Gösta Bernhard | Riksteatern                                         |
| 1986 | Familjens Don Juan The Norman Conquests        | Alan Ayckbourn                                            | Riksteatern                                         |

## Radioteater

### Roller
| År   | Roll                             | Produktion                                                 | Regi               |
| ---- | -------------------------------- | ---------------------------------------------------------- | ------------------ |
| 1952 | Otto                             | Hillmans semester: Som man ropar i skogen... Folke Mellvig | Lars Madsén        |
| 1953 | Julius, bänkmästare i trädgården | Midsommar August Strindberg                                | Palle Brunius      |
| 1954 | Tib                              | Pojken med kärran Christopher Fry                          | Palle Brunius      |
| 1958 | Mikael Ahlgren                   | Flyg fula fluga... Folke Mellvig                           | Carl-Otto Sandgren |

### Fotnoter
1. ↑  Bengt Blomgren i Rotemansarkivet i Stockholms stadsarkiv
2. ↑  Sveriges befolkning
1990:
Blomgren, Bengt Bertil
3. 1 2  ”Bengt Blomgren”. Svensk Filmdatabas. http://sfi.se/sv/svensk-filmdatabas/Item/?type=PERSON&itemid=62110&ref=%2ftemplates%2fSwedishFilmSearchResult.aspx%3fid%3d1225%26epslanguage%3dsv%26searchword%3dBengt+Blomgren%26type%3dPerson%26match%3dBegin%26page%3d1%26prom%3dFalse. Läst 17 oktober 2012.
4. 1 2  ”Regissören Bengt Blomgren död”. http://hd.se/noje/2013/04/05/regissoren-bengt-blomgren-dod/. Läst 5 april 2013.
5. ↑  Rotemannen, CD-ROM, Sveriges Släktforskarförbund/Stockholms Stadsarkiv (2012).
6. ↑  Bengt Blomgren Arkiverad 13 juni 2011 hämtat från the Wayback Machine. i Dramatens rollbok. Åtkomst 6 april 2013.
7. 1 2 3  Sveriges Dödbok 1901–2009, DVD-ROM, Version 5.00, Sveriges Släktforskarförbund (2010).
8. ↑  Sveriges befolkning 1970, CD-ROM, Version 1.04, Sveriges Släktforskarförbund (2002).
9. 1 2  ”Arvtagerskan”. Musik- och Teaterbiblioteket. https://calmview.musikverk.se/CalmView/Record.aspx?src=CalmView.Performance&id=PERF14144&pos=992. Läst 20 april 2025.
10. ↑  ”Teater Musik Film”. Dagens Nyheter:  s. 12. 26 september 1949. https://arkivet.dn.se/tidning/1949-09-26/11161-260/12. Läst 20 april 2025.
11. ↑  ”Brittsommar”. Musik- och Teaterbiblioteket. https://calmview.musikverk.se/CalmView/Record.aspx?src=CalmView.Performance&id=PERF14145&pos=993. Läst 20 april 2025.
12. ↑  S. B-l. (1 december 1949). ”Teater Musik Film: Förbjuden kärlek på Nyan”. Dagens Nyheter:  s. 12. https://arkivet.dn.se/tidning/1949-12-01/11161-326/12. Läst 20 april 2025.
13. ↑  ”Teater Musik Film”. Dagens Nyheter:  s. 11. 30 januari 1950. https://arkivet.dn.se/tidning/1950-01-30/11161-28/11. Läst 20 april 2025.
14. ↑  ”Nina”. Musik- och Teaterbiblioteket. https://calmview.musikverk.se/CalmView/Record.aspx?src=CalmView.Performance&id=PERF14147&pos=995. Läst 31 maj 2025.
15. ↑  Ebbe Linde (25 maj 1950). ”Diskussionspjäs på Nyan”. Dagens Nyheter:  s. 11. https://arkivet.dn.se/tidning/1950-05-25/11161-138/11. Läst 31 maj 2025.
16. ↑  ”Jagande efter vind”. Musik- och Teaterbiblioteket. https://calmview.musikverk.se/CalmView/Record.aspx?src=CalmView.Performance&id=PERF14171&pos=996. Läst 31 maj 2025.
17. ↑  ”Teaterannons”. Dagens Nyheter:  s. 28. 25 augusti 1950. https://arkivet.dn.se/tidning/1950-08-25/11161-228/28. Läst 31 maj 2025.
18. ↑  ”Boboll”. Musik- och Teaterbiblioteket. https://calmview.musikverk.se/CalmView/Record.aspx?src=CalmView.Performance&id=PERF14172&pos=997. Läst 31 maj 2025.
19. ↑  Dagens Nyheter 1 februari 1951 sid.10
20. ↑  L. Ö-n. (10 april 1951). ”Teater Musik Film: Repris på Nyan”. Dagens Nyheter:  s. 9. https://arkivet.dn.se/tidning/1951-04-10/11161-95/9. Läst 20 april 2025.
21. ↑  S. B-l (21 februari 1953). ”Deckare på Intiman”. Dagens Nyheter:  s. 7. https://arkivet.dn.se/tidning/1953-02-21/50/7. Läst 4 juni 2018.
22. ↑  ”Ett dockhem”. Musikverket. http://calmview.musikverk.se/CalmView/Record.aspx?src=CalmView.Performance&id=PERF18881&pos=158. Läst 24 april 2016.
23. ↑  ”Vår lilla stad”. Musik- och Teaterbiblioteket. https://calmview.musikverk.se/CalmView/Record.aspx?src=CalmView.Performance&id=PERF14221&pos=1013. Läst 15 juli 2025.
24. ↑  Sven Barthel (28 januari 1955). ”'Vår lilla stad' på Nyan”. Dagens Nyheter:  s. 14. https://arkivet.dn.se/tidning/1955-01-28/11161-26/14. Läst 15 juli 2025.
25. ↑  ”Henrik IV”. Musik- och Teaterbiblioteket. https://calmview.musikverk.se/CalmView/Record.aspx?src=CalmView.Performance&id=PERF14222&pos=1014. Läst 15 juli 2025.
26. ↑  ”Min fru på drift”. Musik- och Teaterbiblioteket. https://calmview.musikverk.se/CalmView/Record.aspx?src=CalmView.Performance&id=PERF14223&pos=1015. Läst 15 juli 2025.
27. ↑  S. B-l (27 oktober 1956). ”Anne Frank i Stockholm”. Dagens Nyheter:  s. 16. http://arkivet.dn.se/tidning/1956-10-27/293/16. Läst 5 augusti 2017.
28. ↑  ”Tidningsnotis”. Dagens Nyheter:  s. 16. 4 april 1957. https://arkivet.dn.se/tidning/1957-04-04/93/16. Läst 27 december 2021.
29. ↑  ”Nytt om nöjen”. Dagens Nyheter:  s. 18. 23 april 1969. https://arkivet.dn.se/tidning/1969-04-23/109/18. Läst 14 januari 2022.
30. ↑  ”Nytt om nöjen”. Dagens Nyheter:  s. 22. 12 december 1969. https://arkivet.dn.se/tidning/1969-12-12/337/22. Läst 19 januari 2022.
31. ↑  Marcus Boldemann (21 september 1984). ”'En fasansfull affär' - Hygglig teaterafton”. Dagens Nyheter:  s. 28. https://arkivet.dn.se/tidning/1984-09-21/257/28. Läst 17 februari 2019.
32. ↑  Tove Ellefsen (9 november 1986). ”Lagom småputtrigt 'snusk'”. Dagens Nyheter:  s. 19. http://arkivet.dn.se/tidning/1986-11-09/304/19. Läst 12 juli 2017.
33. ↑  ”Radioprogrammet”. Dagens Nyheter:  s. 18. 20 september 1952. https://arkivet.dn.se/tidning/1952-09-20/256/20. Läst 19 december 2021.
34. ↑  ”Radioprogrammet”. Dagens Nyheter:  s. 22. 19 juni 1953. http://arkivet.dn.se/arkivet/tidning/1953-06-19/163/22. Läst 31 januari 2016.
35. ↑  ”Radioprogrammet”. Dagens Nyheter:  s. 22. 5 juni 1954. http://arkivet.dn.se/arkivet/tidning/1954-06-05/150/22. Läst 1 februari 2016.
36. ↑  ”Radioprogrammet”. Dagens Nyheter:  s. 22. 27 december 1958. https://arkivet.dn.se/tidning/1958-12-27/350/22. Läst 19 december 2021.